# La Libertad (departement)

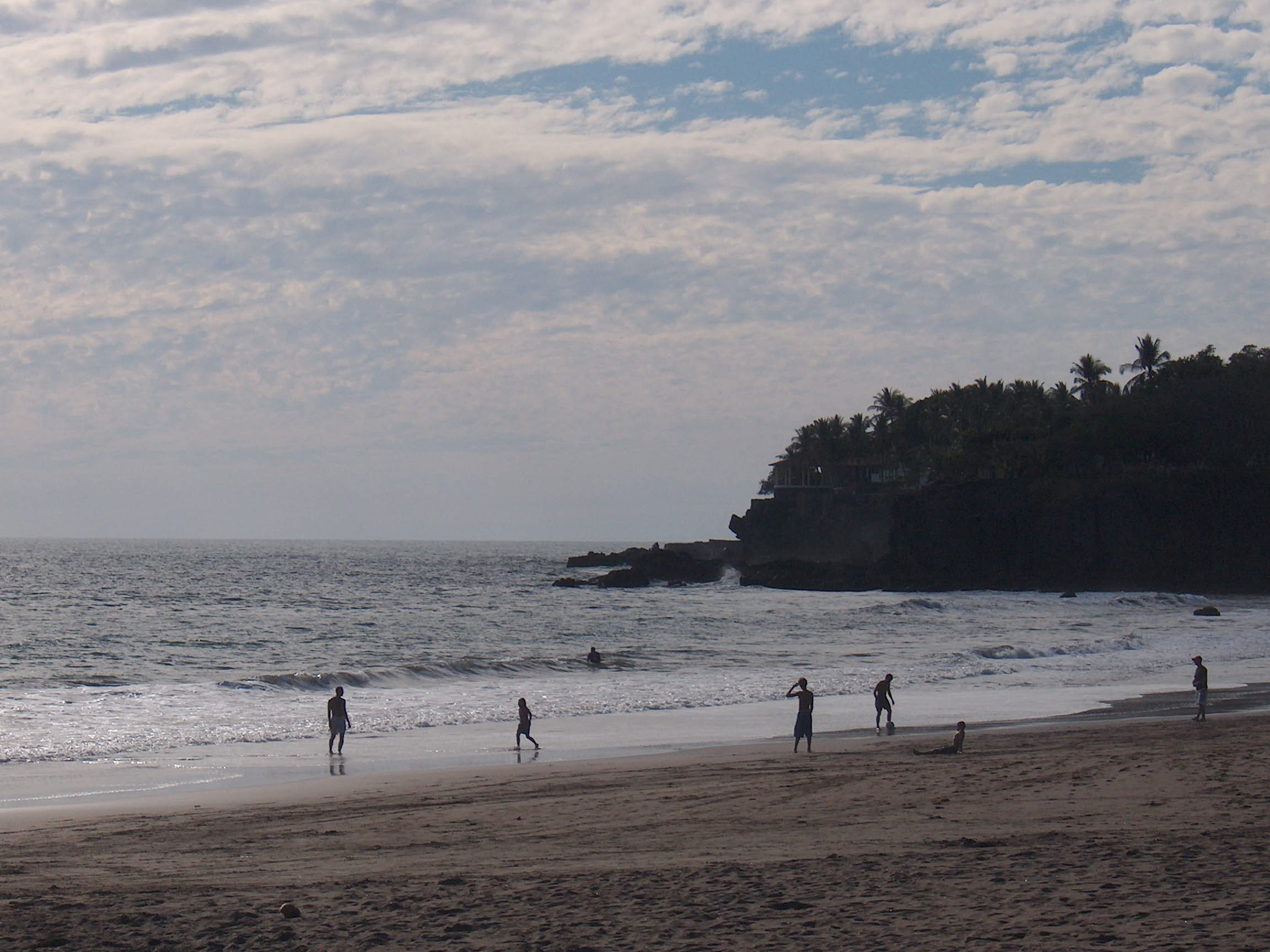
Strand in La Libertad

La Libertad is een departement van El Salvador, gelegen in het zuidwesten van het land. De hoofdstad is de stad Santa Tecla, die tot 22 december 2003 Nueva Ciudad de San Salvador heette.
Het departement La Libertad omvat 1653 km² en heeft 794.359 inwoners (2016). La Libertad werd op 28 januari 1865 gesticht.

## Gemeenten
Het departement bestaat uit 22 gemeenten:
1. Antiguo Cuscatlán
2. Chiltiupán
3. Ciudad Arce
4. Colón
5. Comasagua
6. Huizúcar
7. Jayaque
8. Jicalapa
9. La Libertad
10. Nuevo Cuscatlán
11. Quezaltepeque
12. Sacacoyo
13. San José Villanueva
14. San Juan Opico
15. San Matías
16. San Pablo Tacachico
17. Santa Tecla
18. Talnique
19. Tamanique
20. Teotepeque
21. Tepecoyo
22. Zaragoza

Ahuachapán · Cabañas · Chalatenango · Cuscatlán · La Libertad · La Paz · La Unión · Morazán · San Miguel · San Salvador · San Vicente · Santa Ana · Sonsonate · Usulután